# Sara Studebaker
Sara Studebaker, née le 7 octobre 1984 à Boise, est une biathlète américaine. À l'origine fondeuse, elle concourt ensuite au niveau international en biathlon, participant aux Jeux olympiques de 2010 et de 2014.

## Biographie
Sara Studebaker, qui est d'abord une fondeuse se met au biathlon en 2003 puis fait ses débuts internationaux lors de la saison 2007-2008. Elle venait juste d'être diplômée au Dartmouth College et de déménager à Lake Placid.
Elle prend part aux Jeux olympiques d'hiver de 2010, son premier grand championnat, où elle se classe 45e du sprint, 56e de la poursuite, 34e de l'individuel et 16e du relais.
C'est lors de la saison suivante, que Studebaker obtient son meilleur classement général en Coupe du monde avec le 33e rang et son meilleur résultat sur une épreuve individuelle qui est une 13e place à Presque Isle. Elle se classe aussi 17e de l'individuel des Championnats du monde 2011.
Elle se retire en 2014 après sa deuxième participation aux Jeux olympiques à Sotchi.

## Palmarès

### Jeux olympiques
| Épreuve / Édition | Individuel | Sprint | Poursuite | Départ en masse | Relais | Relais mixte                     |
| Vancouver 2010    | 34e        | 44e    | 45e       | -               | 16e    | Épreuve inexistante à cette date |
| Sotchi 2014       | 54e        | 43e    | 50e       | -               | 6e     | -                                |

- : épreuve non programmée
- - : pas de participation à l'épreuve.

### Championnats du monde
| Épreuve / Mondiaux        | Individuel | Sprint | Poursuite | Départ en masse | Relais | Relais mixte |
| 2011 Khanty-Mansiïsk      | 17e        | 47e    | 37e       | —               | 13e    | 13e          |
| 2012 Ruhpolding           | 38e        | 49e    | 41e       | —               | 11e    | 12e          |
| 2013 Nové Město na Moravě | 27e        | 65e    | —         | —               | 11e    | —            |

Légende :

— : Sara Studebaker n'a pas participé à cette épreuve

### Coupe du monde
- Meilleur classement général : 33e en 2011.
- Meilleur résultat individuel : 13e.

#### Classements en Coupe du monde
| Saison    | Classement général final | Individuel | Sprint | Poursuite | Mass start |
| 2008-2009 | 91e                      | nc         | 84e    | nc        |            |
| 2009-2010 | 95e                      | 68e        | nc     | nc        |            |
| 2010-2011 | 33e                      | 32e        | 33e    | 31e       | 31e        |
| 2011-2012 | 55e                      | 65e        | 51e    | 54e       |            |
| 2012-2013 | 66e                      | 48e        | 64e    | 72e       |            |
| 2013-2014 | 91e                      | nc         | 85e    | 76e       |            |